# Emily Murphy
Emily Murphy, född 1868, död 1933, var en kanadensisk jurist. 
Hon blev 1916 landets första kvinnliga domare. 